# Johann Gottfried Koehler
Johann Gottfried Koehler (15 de desembre de 1745 – 19 de setembre de 1801) va ser un astrònom alemany que va descobrir nebuloses, cúmul estel·lars, i galàxies.
Va treballar amb l'astrònom Johann Elert Bode, qui va refinar i publicar la proposta de Koehler per al símbol d'Urà

Des de 1784 va ser el director del Mathematisch-Physikalischer Salon.